# Santa Giusta
Santa Giusta (sardinski: Santa Jùsta) je grad i općina (comune) u pokrajini Oristanu u regiji Sardiniji, Italija. Nalazi se na nadmorskoj visini od 10 metara i ima 4 818 stanovnika.
 Prostire se na 69,22 km². Gustoća naseljenosti je 70 st/km².
Susjedne općine su: Ales, Arborea, Marrubiu, Morgongiori, Oristano, Palmas Arborea i Pau.